# Maurice Tourneur
Maurice Tourneur (2 de febrer de 1876 – 4 d'agost de 1961) va ser un director, guionista i productor cinematogràfic francès.

## Biografia
Fill d'un majorista, el seu veritable nom era Maurice Félix Thomas, va néixer a París, França. Sent jove, Maurice Thomas es va preparar per treballar com a dissenyador gràfic i il·lustrador, però aviat es va veure atret pel teatre. El 1904 es va casar amb l'actriu Fernande Petit, amb la qual va tenir un fill, Jacques Tourneur (1904-1977), que seguiria les passes del seu pare en la indústria cinematogràfica.

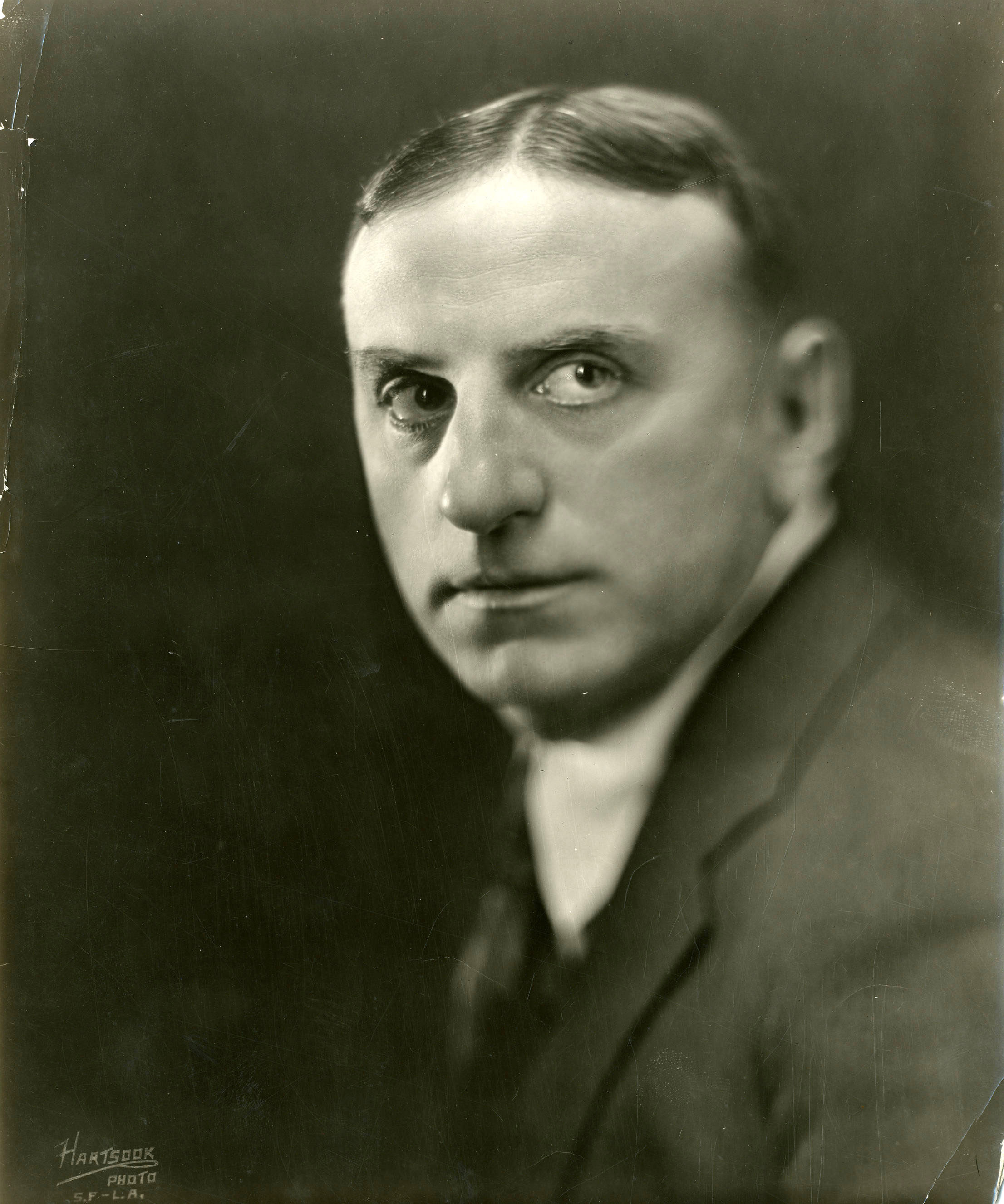
El 1920. Foto de Fred Hartsook.

Amb el nom artístic de Maurice Tourneur, va iniciar la seva carrera exercint papers teatrals de repartiment i actuant en gires per Anglaterra i Amèrica del Sud formant part de la companyia de l'actriu Gabrielle Réjane. Més endavant va entrar en contacte amb la jove indústria cinematogràfica, començant a treballar el 1911 com a ajudant de direcció de la companyia Éclair. Tourneur aprenia amb facilitat i es va distingir per les seves innovacions, per la qual cosa en poc temps dirigia els seus propis films, en els quals actuaven grans actors francesos de l'època com Polaire.
El 1914, amb l'expansió que les productores cinematogràfiques franceses van dur a terme al mercat dels Estats Units, Tourneur va ser a Nova York a dirigir pel·lícules mudes per a la filial de Éclair a Fort Lee (Nova Jersey). Posteriorment va passar a la companyia de William A. Brady, World Film Company, per a la qual va dirigir importants llargmetratges com The Wishing Ring, Alias Jimmy Valentine, The Cub (l'única actuació al cinema de Martha Hedman) i Trilby, aquest últim amb Clara Kimball Young i Wilton Lackaye. En poc temps Maurice Tourneur va arribar a ser una figura respectada del cinema nord-americà i membre fundador de la branca de la Costa Est de la Motion Picture Directors Association. Durant els anys 1910, ell i el seu equip (el guionista Charles Maigne, el director artístic Ben Carré, i els directors de fotografia John van den Broek i Lucien Andriot) van contribuir a l'evolució del cinema gràcies a la seva excepcional destresa tècnica i a una sensibilitat gràfica única en les seves produccions, donant a les seves pel·lícules una personalitat visual que va aconseguir l'aplaudiment de la crítica.
Tourneur admirava a D.W. Griffith, i considerava que el nivell interpretatiu dels actors nord-americans de l'època era superior al dels seus col·legues europeus. De les actrius amb les quals va treballar, ell considerava a Mary Pickford la més destacada actriu cinematogràfica mundial, i creia que l'artista teatral Elsie Ferguson era una brillant intèrpret. No obstant això, Tourneur era oposat al sistema de estrellat desenvolupat per Carl Laemmle per accelerar la carrera de Florence Lawrence.

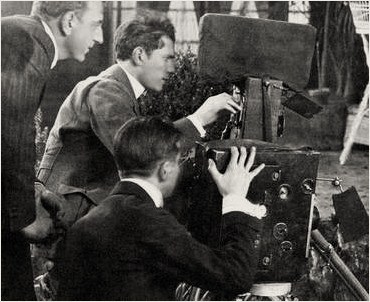
Maurice Tourneur amb Lucien Andriot i John van den Broek en el plató de The Poor Little Rich Girl (1917)

Després de dirigir diverses pel·lícules innovadores per a l'empresa de Adolph Zukor Artcraft Pictures Corporation (estrenats per Paramount Pictures) el 1917 i 1918, Tourneur va llançar la seva pròpia productora amb la cinta Sporting Life (1918). El 1921 es va nacionalitzar ciutadà dels Estats Units, i el 1922 considerava que el futur de la indústria del cinema es trobava a Hollywood, per la qual cosa al següent any va ser contractat per Samuel Goldwyn per rodar a la Costa Oest una versió d'una novel·la d'Hall Caine, The Christian. No obstant això, la carrera de Tourneur als Estats Units es va ressentir en els anys 1920, ja que el seu pictorialisme entorpia de vegades la narrativa de les seves últimes pel·lícules. A més, el 1923 es va separar de la seva dona. Com a conseqüència de tot això, el 1928 va ser apartat del rodatge de la pel·lícula de la Metro-Goldwyn-Mayer The Mysterious Island, basada en l'obra de Jules Verne, la qual cosa va suposar el final de la seva carrera als Estats Units.
Després dels seus problemes amb MGM, Tourneur va decidir tornar a Europa. Allí va seguir dirigint, tant en la seva França natal com a Alemanya, superant amb facilitat la transició al cinema sonor. El 1933 va conèixer la seva segona esposa, l'actriu Louise Lagrange (1898-1979), mentre rodava L'Homme mystérieux. Tourneur va dirigir altres dues dotzenes de pel·lícules, vàries dels quals eren del gènere criminal, fins que el 1949 va patir un accident de trànsit en el que va perdre una cama. La mala salut i l'edat li van impedir tornar dirigir, però es va mantenir ocupat pintant i traduint novel·les detectivesques de l'anglès al francès.
Maurice Tourneur va morir a París, França, el 1961. Va ser enterrat en el Cementiri del Père-Lachaise de París.
Per la seva dedicació a la indústria cinematogràfica, a Tourneur se li va dedicar un estel en el Passeig de la Fama de Hollywood, en el 6243 de Hollywood Boulevard.

## Filmografia

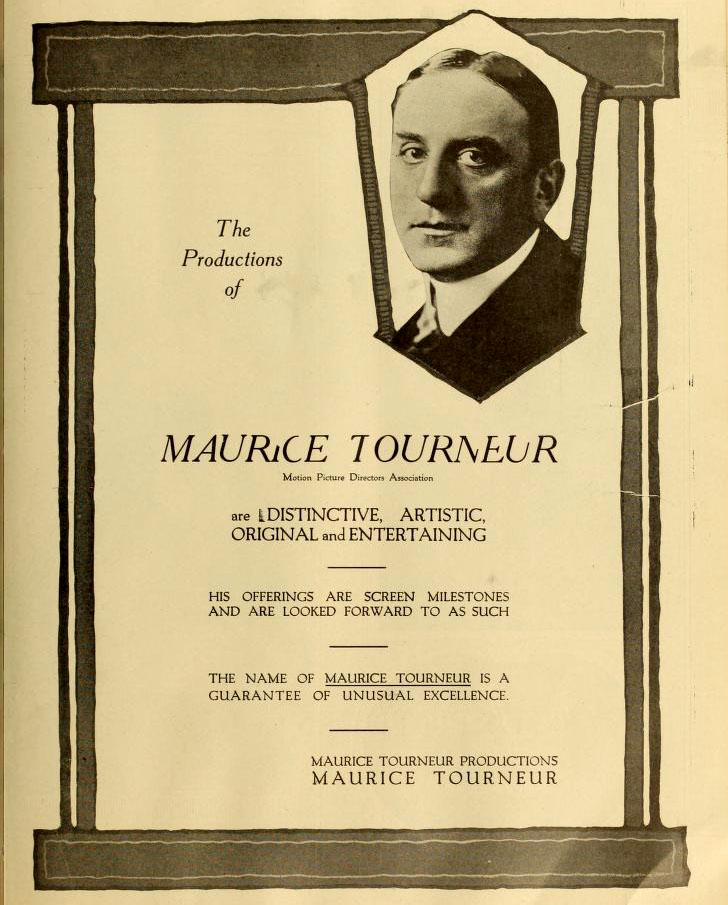
Publicitat (1919)

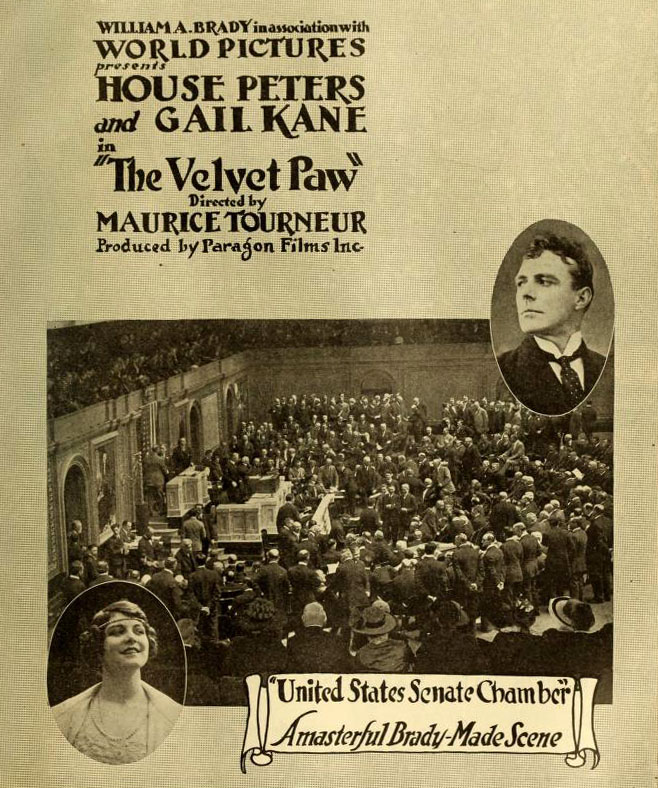
The Velvet Paw (1916)

### Director
| - Mademoiselle 100 millions (1913) - Les Ruses de l'amour (1913) - Le Dernier Pardon (1913) - Le Camée (1913) - La Dame de Monsoreau (1913) - La Bergère d'Ivry (1913) - Jean la Poudre, codirigida con Emile Chautard (1913) - Les Gaîtés de l'escadron, codirigida con Joseph Faivre (1913) - Le Système du docteur Goudron et du professeur Plume (1913) - Rouletabille II: La dernière Incarnation de Larsan (1913) - Figures de cire (1914) - Le Friquet (1914) - Le Puits mitoyen (1914) - Soeurette (1914) - Monsieur Lecoq (1914) - Le Corso rouge (1914) - Mother (1914) - The Man of the Hour (1914) - The Wishing Ring: An Idyll of Old England (1914) - The Pit (1914) - Alias Jimmy Valentine (1915) - The Cub (1915) - The Ivory Snuff Box (1915) - Trilby (1915) - A Butterfly on the Wheel (1915) - The Pawn of Fate (1916) - The Hand of Peril (1916) - Human Driftwood (1916) - The Closed Road (1916) - The Rail Rider (1916) - The Velvet Paw (1916) - The Pride of the Clan (1917) - A Girl's Folly (1917) - The Poor Little Rich Girl (1917) - The Whip (1917) - The Undying Flame (1917) - Law of the Land (1917) - Barbary Sheep (1917) - Exile (1917) - The Rise of Jennie Cushing (1917) - Rose of the World (1918) - The Blue Bird (1918) - Prunella (1918) - Casa de nines (A Doll's House) (1918) - Sporting Life (1918) - Woman (1918) - The White Heather (1919) - The Life Line (1919) - The Broken Butterfly (1919) | - Victory (1919) - My Lady's Garter (1920) - L'illa del tresor (Treasure Island) (1920) - The White Circle (1920) - The Great Redeemer, codirigida con Clarence Brown (1920) - The County Fair, codirigida con Edmund Mortimer (1920) - Deep Waters (1920) - The Last of the Mohicans, codirigida con Clarence Brown (1920) - The Bait (1921) - The Foolish Matrons, codirigida con Clarence Brown (1921) - Lorna Doone (1922) - The Brass Bottle (1923) - The Christian (1923) - While Paris Sleeps (1923) - The Isle of Lost Ships (1923) - Jealous Husbands (1923) - Torment (1924) - The White Moth (1924) - Never the Twain Shall Meet (1925) - Sporting Life (1925) - Clothes Make the Pirate (1925) - Old Loves and New (1926) - Aloma of the South Seas (1926) - L'équipage (1928) - Das Schiff der verlorenen Menschen (1929) - The Mysterious Island, codirigida con Benjamin Christensen y Lucien Hubbard (1929) - Accusée... levez-vous! (1930) - Maison de danses (1931) - Partir (1931) - Au nom de la loi (1932) - Les Gaietés de l'escadron (1932) - Lidoire (1933) - L'Homme mystérieux (1933) - Les Deux Orphelines (1933) - Le Voleur (1933) - Justin de Marseille (1935) - Koenigsmark (1935) - Samson (1936) - Avec le sourire (1936) - Le Patriote (1938) - Katia (1938) - Volpone (1941) - Péchés de jeunesse (1941) - Mam'zelle Bonaparte (1942) - La main du diable (1943) - Le Val d'enfer (1943) - Cécile est morte! (1944) - Après l'amour (1948) - Impasse des Deux Anges (1948) |

### Productor
| - The Hand of Peril, de Maurice Tourneur (1916) - The Closed Road, de Maurice Tourneur (1916) - Sporting Life, de Maurice Tourneur (1918) - Woman, de Maurice Tourneur (1918) - The White Heather, de Maurice Tourneur (1919) - The Life Line, de Maurice Tourneur (1919) - The Broken Butterfly, de Maurice Tourneur (1919) - Victory, de Maurice Tourneur (1919) - My Lady's Garter, de Maurice Tourneur (1920) | - L'illa del tresor (Treasure Island), de Maurice Tourneur (1920) - The Great Redeemer, de Maurice Tourneur y Clarence Brown (1920) - The Last of the Mohicans, de Maurice Tourneur y Clarence Brown (1920) - The Foolish Matrons, de Maurice Tourneur y Clarence Brown (1921) - Lorna Doone, de Maurice Tourneur (1922) - The Brass Bottle, de Maurice Tourneur (1923) |

### Guionista
| - La Dame de Monsoreau, de Maurice Tourneur (1913) - Jean la Poudre, de Maurice Tourneur y Emile Chautard (1913) - Les Gaîtés de l'escadron, de Maurice Tourneur y Joseph Faivre (1913) - La Dernière Incarnation de Larsan, de Maurice Tourneur (1913) - Le Friquet, de Maurice Tourneur (1914) - Soeurette (1914) - Monsieur Lecoq, de Maurice Tourneur (1914) - Mother, de Maurice Tourneur (1914) - Man of the Hour, de Maurice Tourneur (1914) | - The Wishing Ring: An Idyll of Old England, de Maurice Tourneur (1914) - Alias Jimmy Valentine, de Maurice Tourneur (1915) - The Cub, de Maurice Tourneur (1915) - The Hand of Peril, de Maurice Tourneur (1916) - The Closed Road, de Maurice Tourneur (1916) - A Girl's Folly, de Maurice Tourneur (1917) - Casa de nines (A Doll's House), de Maurice Tourneur (1918) - The Broken Butterfly, de Maurice Tourneur (1919) - Lorna Doone, de Maurice Tourneur (1922) |

### Actor
- A Girl's Folly, de Maurice Tourneur (1917)